# Kantché
Kantché ist eine Landgemeinde in Niger und formell die Hauptstadt des Departements Kantché.

## Geographie

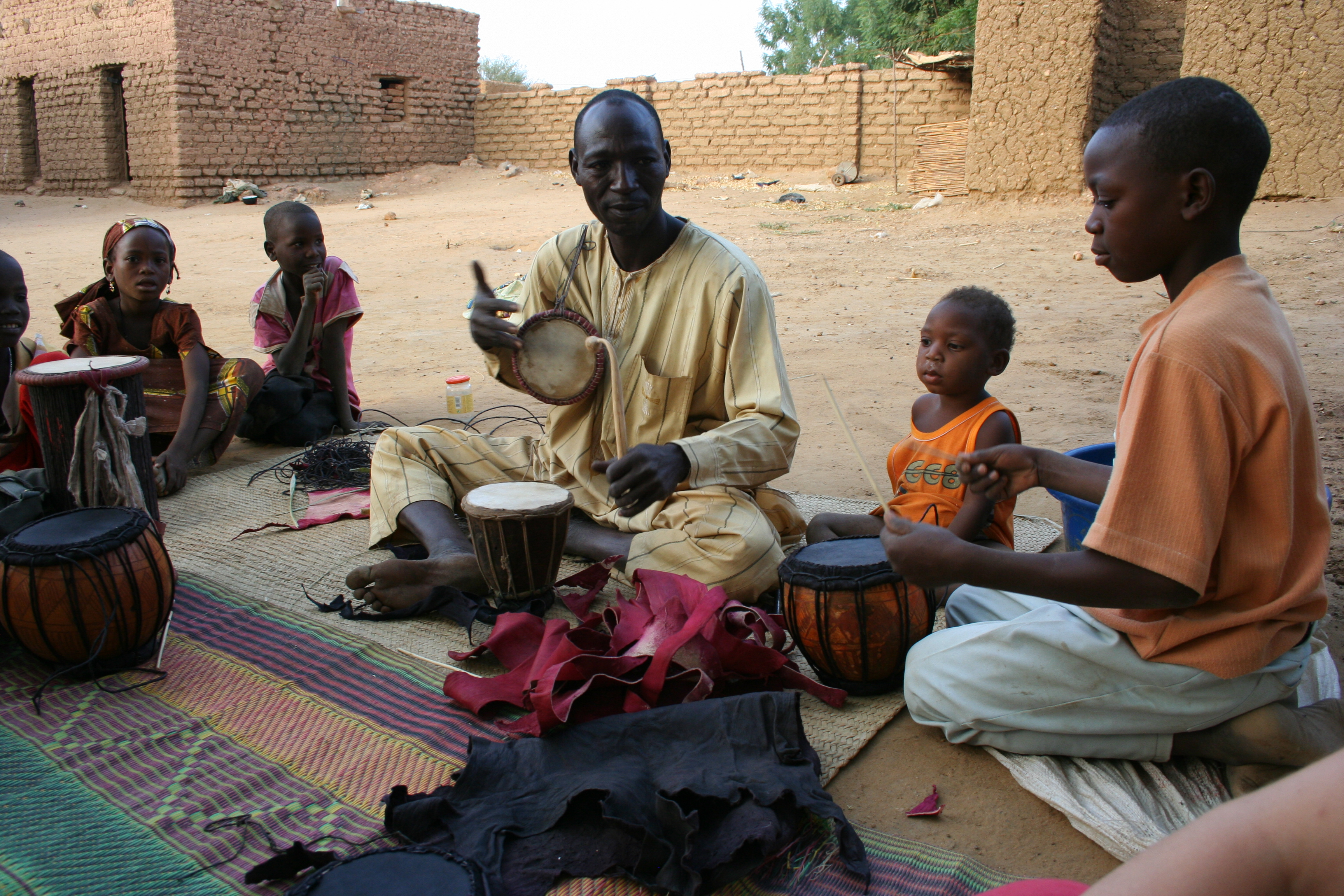
Ein Trommelbauer in Kantché (2009)

Kantché liegt am Übergang der Sahelzone zur Großlandschaft Sudan. Die Nachbargemeinden sind Garagoumsa im Norden, Ichirnawa im Nordosten, Matamèye im Südosten, Tsaouni im Süden, Daouché im Südwesten und Korgom im Nordwesten. Bei den Siedlungen im Gemeindegebiet handelt es sich um 41 Dörfer und 57 Weiler. Der Hauptort der Landgemeinde ist das Dorf Kantché.

## Geschichte
Kantché war zu Beginn des 19. Jahrhunderts eine Provinz von Katsina. Die Fulbe eroberten 1812 das Reich, mussten aber 1819 nach mehreren Schlachten den Norden Katsinas aufgeben. Dort bildete sich mit Maradi ein zunächst eigenständiger Staat heraus. Der Herrscher von Maradi schenkte zum Dank dafür, dass ihm der Sultan von Zinder in den Kriegswirren Asyl gegeben hatte, Kantché und Korgom dem Sultanat Zinder. Sultan Ténimoun von Zinder setzte Dan Balhadé als seinen Statthalter in Kantché ein, der dort eine Dynastie begründete.

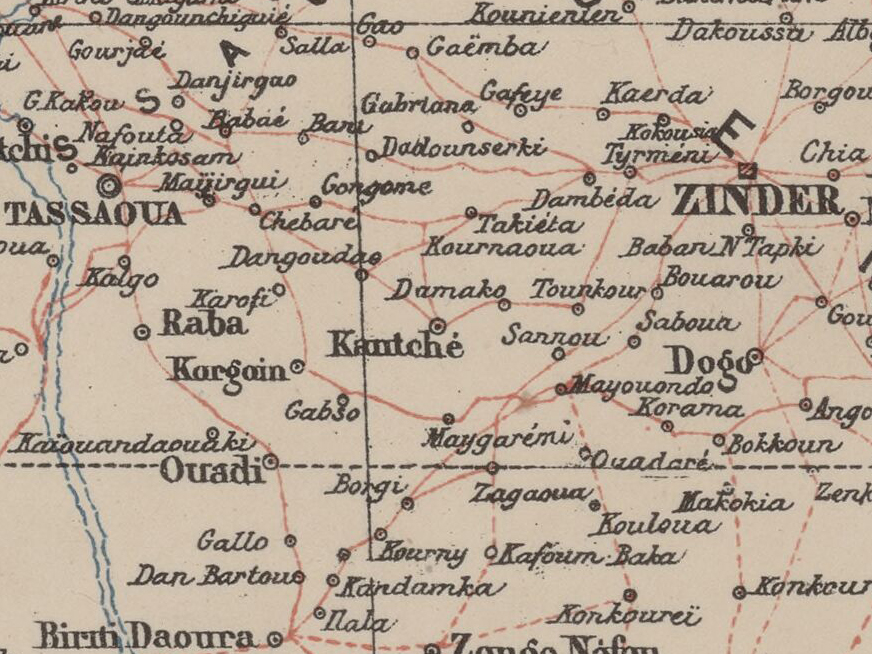
Ausschnitt einer Karte von 1903 mit Kantché im Zentrum

Die französische Forschungs- und Militärexpedition Mission Foureau-Lamy machte von 20. bis 21. November 1899 in Kantché Station. Anfang des 20. Jahrhunderts fiel Kantché dauerhaft an Frankreich. Der Markt im Ort war einer der großen Märkte in der Region, die damals von der französischen Verwaltung zugelassen wurden. Diese machte Kantché außerdem zum Hauptort eines Kantons gleichen Namens, der zum Bezirk Magaria gehörte. Die Verwaltung eines Kantons oblag einem lokalen Kantonschef (chef traditionnel). Die 290 Kilometer lange Piste zwischen den Städten Zinder und Kano, die durch Kantché führte und in der Trockenzeit von Automobilen befahrbar war, galt in den 1920er Jahren als einer der Hauptverkehrswege in der damaligen Kolonie Niger.
Das Gebiet des Kantons Kantché wurde 1954 aus dem Bezirk Magaria herausgelöst und zu einem eigenen, eine Verwaltungsebene über dem Kanton liegenden Bezirk. Da der einheimische chef traditionnel des Kantons Kantché aber keinen höhergestellten Kolonialbeamten, der den Bezirk verwalten sollte, im selben Ort haben wollte, siedelte er dessen Amtssitz im sieben Kilometer entfernt liegenden Dorf Matamèye an, während er selbst im Dorf Kantché blieb. So wurde Matamèye an Stelle von Kantché zum Hauptort des Bezirks, der nun auch Bezirk Matamèye hieß. Während der Kanton Kantché unverändert fortbestand, ging 1964 aus dem Bezirk Matamèye das Arrondissement Matamèye und 1998 das Departement Matamèye mit erweiterter Selbstverwaltung hervor.
Als Hauptort hatte Matamèye von zahlreichen infrastrukturellen Maßnahmen profitiert. Der Kantonschef von Kantché versuchte, einen als solchen wahrgenommenen  historischen Fehler zu korrigieren und Kantché als Hauptort des neuen Departements durchzusetzen. Tatsächlich gelang ihm dies noch Ende 1998: Das Departement Matamèye wurde offiziell in Departement Kantché – mit Kantché als Hauptort – umbenannt. Allerdings wurden nicht zuletzt aus Geldmangel die Behörden des Departements nie nach Kantché übersiedelt und so blieb Matamèye de facto die Departementshauptstadt. Im Jahr 2002 wurde im Zuge einer weiteren Verwaltungsreform außerdem das Territorium des bis dahin nach wie vor bestehenden Kantons Kantché auf neun neu geschaffene Gemeinden aufgeteilt. Der Ort Kantché erhielt dabei als einzige Departementshauptstadt Nigers nicht den Status einer Stadtgemeinde, sondern den einer Landgemeinde. Die De-facto-Hauptstadt Matamèye wurde hingegen zur Stadtgemeinde erhoben.

## Bevölkerung

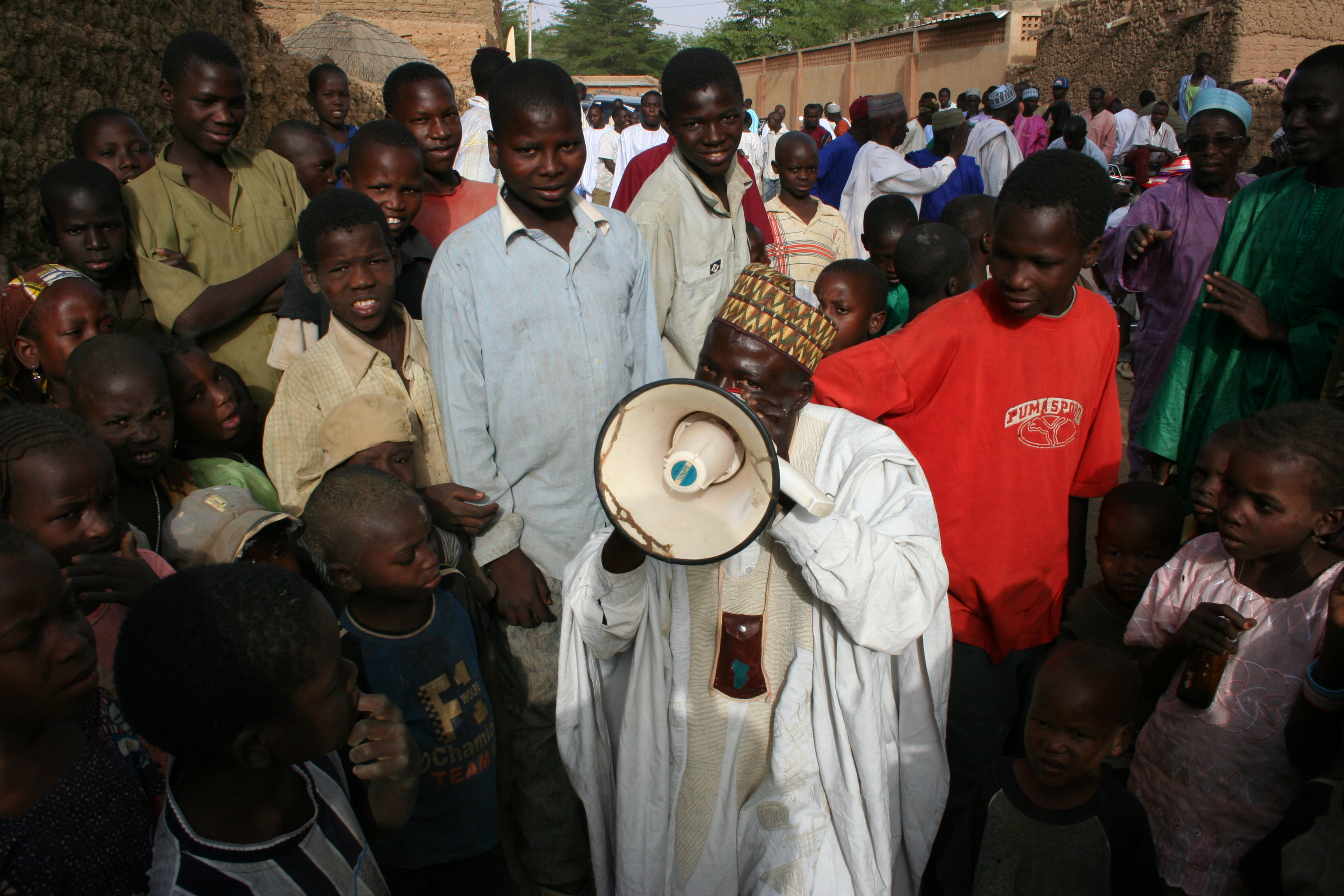
Auf einer Hochzeit in Kantché (2009)

Bei der Volkszählung 2012 hatte die Landgemeinde 56.468 Einwohner, die in 8166 Haushalten lebten. Bei der Volkszählung 2001 betrug die Einwohnerzahl 36.608 in 5682 Haushalten.
Im Hauptort lebten bei der Volkszählung 2012 13.190 Einwohner in 2049 Haushalten, bei der Volkszählung 2001 9015 in 1399 Haushalten und bei der Volkszählung 1988 2592 in 424 Haushalten.
In Kantché leben Angehörige der vor allem Ackerbau betreibenden Hausa-Untergruppe Katsinawa. Auf Agropastoralismus spezialisiert sind die Fulbe-Untergruppen Daourawa und Tchilanko’en und die Tuareg-Untergruppen Iguimirdan und Tafazarak. Außerdem leben Angehörige der Fulbe-Untergruppe Tountoumankej im Gemeindegebiet, die vor allem Fernweidewirtschaft praktizieren.

## Politik
Der Gemeinderat (conseil municipal) hat 16 gewählte Mitglieder. Mit den Kommunalwahlen 2020 sind die Sitze im Gemeinderat wie folgt verteilt: 12 PNDS-Tarayya, 3 RPP-Farilla und 1 RDR-Tchanji.
Jeweils ein traditioneller Ortsvorsteher (chef traditionnel) steht an der Spitze von 33 Dörfern in der Gemeinde, darunter dem Hauptort.

## Wirtschaft und Infrastruktur
Ein Wochenmarkt wird im Dorf Ichirnawa Léko abgehalten. Das staatliche Versorgungszentrum für landwirtschaftliche Betriebsmittel und Materialien (CAIMA) unterhält eine Verkaufsstelle im Hauptort. Im Hauptort wird auch eine Niederschlagsmessstation betrieben.
Gesundheitszentren des Typs Centre de Santé Intégré (CSI) sind im Stadtzentrum und in der Siedlung Dan Goudaou vorhanden. Das Gesundheitszentrum im Stadtzentrum verfügt über ein eigenes Labor und eine Entbindungsstation. Der CEG Kantché ist eine allgemein bildende Schule der Sekundarstufe des Typs Collège d’Enseignement Général (CEG). Beim Collège d’Enseignement Technique de Kantché (CET Kantché) handelt es sich um eine technische Fachschule. An der 1953 eröffneten Grundschule von Kantché erhielten viele spätere Politiker und Diplomaten des Landes ihre erste Schulbildung. Das Berufsausbildungszentrum Centre de Formation aux Métiers de Kantché (CFM Kantché) bietet Lehrgänge in familiärer Wirtschaft und Gas- und Sanitärinstallationen an. Mit dem Centre de Formation aux Métiers de Dan Goudaou (CFM Dan Goudaou) befindet sich ein weiteres Berufsausbildungszentrum im Gemeindegebiet.
Die 69,8 Kilometer lange und asphaltierte Nationalstraße 10 zwischen Takeita und der Staatsgrenze mit Nigeria verläuft durch den Hauptort.

## Persönlichkeiten
- Oumarou Alma (1951–2025), Manager und Politiker
- Amadou Issaka (1924–2004), Politiker, Minister und Kantonschef von Kantché